# Abraham Blondet
Pour les articles homonymes, voir Blondet et Blondel.
Abraham Blondet (ou Blondel) est un musicien et compositeur français, actif à Paris à la fin du XVIe siècle et au début du XVIIe. Il a notamment été maître de musique de Notre-Dame de Paris.

## Biographie
Il a dû naître entre 1560 et 1570. Il a été enfant de chœur dans la maîtrise de la cathédrale Notre-Dame de Paris, dont il est « spé » en 1583. D’après les actes du chapitre de Notre-Dame de Paris, Chartier reconstitue ainsi sa carrière :
- spé de la maîtrise en 1583 ;
- la même année, il gagne la harpe d’argent pour son motet Tu Domine benignus es au Puy de musique d’Évreux[3] ;
- boursier du maître de chapelle Fortet en 1585 ;
- clerc de mâtines en 1588 ;
- nommé maître de musique ;
- bénéficier diacre de Saint-Denis-du-Pas en 1597 ;
- grand-vicaire de Saint-Denis-de-la-Chartre en 1600[4] ;
- chanoine de Saint-Aignan en 1606[5] ;
- sous-chantre en 1610 ;
- il reste à la tête de la maîtrise jusqu’en 1614, après quoi il est remplacé comme maître des enfants par Jacques de Moustiers, après un concours organisé par le chapitre. À son départ il laisse à la maîtrise plusieurs pièces de musique, pour lesquelles le chapitre le remercie[6], puis rend ses comptes le 30 mars 1615 ;
- en 1621-1622, il s’oppose avec les doyen, chanoines et chapitre des églises de Saint-Marcel-les-Paris et Saint-Germain-L’Auxerrois dans un procès contre les doyen, chanoines et chapitre de Notre-Dame de Paris[7] ;
- en 1624, il résigne sa prébende de chanoine (ce qui déclenche un conflit avec les autres prébendiers car il s’était démis en faveur d’un bénéficier de Saint-Denis-du-Pas qui n’était pas susceptible de la recevoir)[8] ; il est finalement remplacé par Noël Taron comme chanoine de Saint-Aignan ;
- en 1631 il est nommé vicaire séculier de l’abbaye de Saint-Victor[9].

À Notre-Dame de Paris, il a fait partie de la confrérie de Saint-Augustin, si l'on en croit deux documents d'archive :
- le 17 janvier 1617, il signe devant notaire une quittance pour un rachat de rente. Il signe avec Toussaint Ruellé comme confrère de la confrérie de Saint-Augustin, fondée à Notre-Dame[10].
- le 1er avril 1623, il donne quittance au maître peintre Antoine de Hanssy, pour lui et pour d’autres religieux de la confrérie de Saint-Augustin, à propos d’un remboursement de rente[11].

On a encore d'autres traces de sa vie sur le plan privé :
- il est en 1589 parrain d’un enfant, et cité alors comme maître des enfants de chœur de Saint-Germain-l'Auxerrois[12] ;
- le 26 juin 1607, il passe un marché avec le compagnon peintre Baptiste Poncet pour la peinture d’une maison à Ivry, marché qui détaille les décorations à faire[13].

Dans certains des documents ci-dessus, Blondet est nommé "Blondel" mais ses qualités ne laissent pas de doute sur l'identité des deux personnes.
Il meurt en 1634.

## Témoignages
Il existe à la Bibliothèque nationale de France (Département de la musique) deux recueils de motets reliés en parchemin avec le nom d’Abraham Blondet poussé à l’or. Ce sont : 
- Rés 604-606, qui contient la partie de Quinta pars de trois recueils de motets de Lassus parus chez Adrian le Roy et Robert Ballard (1586-1588),
- Rés 607-612, qui contient les parties de Contra et de Superius de 6 autres recueils de motets de Lassus (idem, 1586-1588).

Les deux volumes portent en plus une mention à l’encre sur la page de titre : « ex libris St Eligii de Longo jumello » (prieuré Saint-Éloi de Longjumeau) qui donnent un indice intéressant sur la provenance de ces livres (et peut-être sur la carrière de Blondet ?).
Un sonnet à la louange de Blondet est imprimé au début de la Céciliade de 1606, écrit par son disciple J. Cachet :
Je ne voudrais pour rien me mesler d'entreprendre
De nombrer tes vertus, de chanter ton sçavoir
De dire ta prudence et vanter ton pouvoir :
Ma langue est trop rustique & ma force trop tendre
Il en faut bien un autre & qui se face entendre :
Faut un subtil esprit pour en soy concevoir,
Et concevant priser ton prétieux avoir
Du bel art Phoebean, que tu nous fais apprendre :
Ouy, je crois, que Mercure, Amphion & Phoebus
Des modes musicaux, dont ils estoienty imbus,
S'ils estoient icy bas t'en donneroient la gloire.
Courage, mon Blondet, l'honneur de nostre temps :
Compose, chante, ecry : car c'est ton passe-temps :
Tu te bastis ainsi un temple de mémoire.

## Œuvres

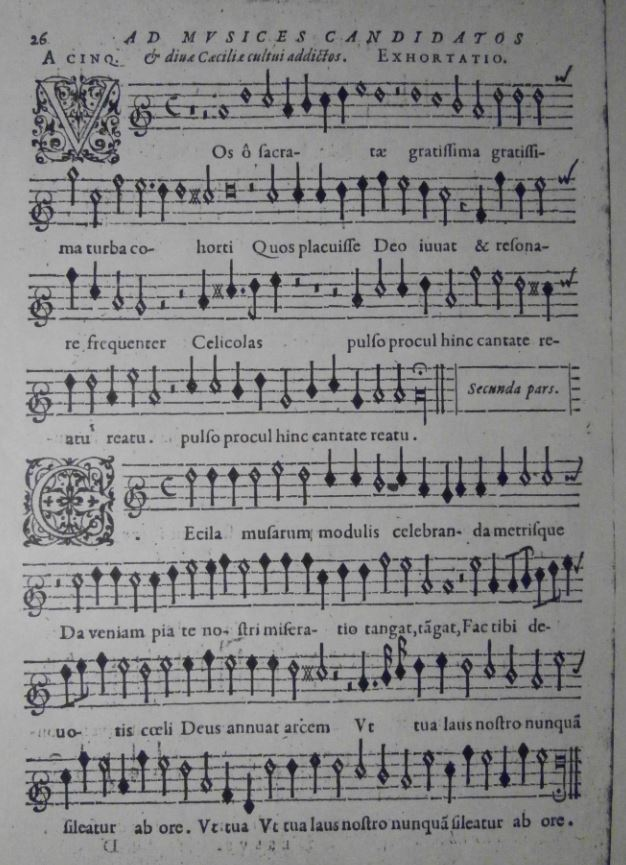
Une page des "Officii Divæ Ceciliæ" de 1611, perdus. Paris BNF (Mus.)

- Le motet Tu Domine benignus es de 1583 est perdu, mais constitue le témoignage le plus ancien de ses capacités de compositeur.
- En 1606, il publie La Céciliade ou Le martyre sanglant de Sainte Cécile, patronne des musiciens, où sont entre-mélés plusieurs beaux exemples moraux, graves sentences, naïves allégories & comparaisons familières, convenables tant au personnage qu’au sujet : Avec les chœurs mis en musique Par Abraham Blondet Chanoine & Maistre de la Musique en l’Église de Paris. Par Nicolas Soret, Rhémois. Paris : Pierre Rezé, 1606. 8°, [20]-90-[2] p. Numérisé sur Gallica.

Il s’agit d’une petite tragédie chrétienne en l’honneur de sainte Cécile, vierge chrétienne martyrisée au IIIe siècle à Rome. Le texte est de Nicolas Soret, prêtre et maître de grammaire des enfants de chœur de Notre-Dame, tandis que la musique à quatre voix est composée par Blondet, qui était leur maître de musique. on peut supposer qu’elle a été présentée à Notre-Dame de Paris pour la Sainte-Cécile (22 novembre 1606). L’ouvrage contient de nombreuses pièces liminaires, dédiées au chapitre de Notre-Dame de Paris ou aux deux auteurs.
La musique des chœurs a paru la même année : Chœurs de l’histoire tragique de Sainte-Cécile. Paris : Pierre I Ballard, 1606. Le recueil contient 12 pièces à quatre parties (9 en français, 2 en latin et une mixte) ; il est souvent relié après le livret de Soret.
L’œuvre est la plus ancienne tragédie en musique dont on possède la musique. Elle a été donnée en concert par le Lachrimae Consort, dir. Philippe Foulon : voir ici.
- Officii Divæ Ceciliæ virgo et martyr Musicorum patronæ musici concentibus expressi Auth. Abraham Blondet. Paris : Pierre I Ballard, 1611. 10 vol. 4° obl. L’édition est perdue mais attestée par de nombreuses sources[15].

L’œuvre est beaucoup plus considérable que la Céciliade de 1606 mais elle est perdue. Un fragment de quelques pages a été retrouvé dans une reliure ; on y voit des pièces de 4 à 10 voix, sur les divers textes de l’office de sainte Cécile (psaumes, antiennes, etc.).